# Елимия
Елимия, още Елимея или Елимиотида (на старогръцки: Ἐλίμεια, Елимея, Ἐλιμία, Ἐλημία, Елимия, Ἐλιμιῶτις, Елимиотис), е антична област в Горна Македония. Населявана е от племето елимийци (Ἐλιμιῶται, Елимиотай), от което областта носи името си.

## География
Елимия е разположена по средното течение на река Бистрица (Халиакмон), северно от Перабия, западно от Пиерия, източно от Паравея и южно от Орестида. Център на областта е град Еани.

## История
Областта първоначално е независима и е управлявана от царете (архонти) от рода Дердас. През 355 г. пр. Хр. Елимия става част от царство Македония.
Архонти на Елимия
| Име                 | Години                    |
| ------------------- | ------------------------- |
| Аридей Елимийски    | около 513 пр. Хр.         |
| Дерда I Елимийски   | 435 пр. Хр. – 405 пр. Хр. |
| Сира Елимийски      | 405 пр. Хр. – 385 пр. Хр. |
| Дерда II Елимийски  | 385 пр. Хр. – 360 пр. Хр. |
| Дерда III Елимийски | 360 пр. Хр. – 355 пр. Хр. |